# Go Fast!
Go Fast Sports & Beverage Co. is een Amerikaanse producent van energiedranken. Het bedrijf is opgericht in 1996 door Troy Widgery en is gevestigd in Denver. Het bedrijf begon als een producent van kleding en accessories, gericht op skydivers.